# Изложба „Нови чланови” (2013)
Изложба „Нови чланови” се одржала у периоду од 12. до 30. јануара 2013. године у Уметничком павиљону „Цвијета Зузорић”.

## Излагачи
1. Јована Аврамовић
2. Тања Богдановић
3. Ненад Глишић
4. Зоран Величковић
5. Наташа Димитријевић
6. Вукица Вукас Динуловић
7. Ана Илић
8. Нина Ивановић
9. Јована Живчић
10. Горски Кабадаја
11. Татјана Кајтез
12. Рада Качаревић
13. Ласло Колар
14. Татјана Кораксић
15. Мирослава Карајанковић
16. Селена Јуначков
17. Радмила Матејевић
18. Марија Марковић
19. Никола Марчета
20. Иван Миленковић
21. Ивана Милев
22. Далибор Милојковић
23. Никола Николетић
24. Марија Николић
25. Немања Николић
26. Тамара Пантић
27. Горан Печеновић
28. Маријана Поповић
29. Елизабета Перић
30. Дарко Омчикус
31. Лука Радојевић
32. Ана Радојевић
33. Михаило Стошић
34. Бисенија Терешченко
35. Биљана Тешић
36. Мишо Филиповац
37. Милица Шујица
38. Никола Шуица
39. Ана Цвејић